# Engranaje (banda)
Engranaje fue una banda de rock argentina que apareció en 1968, en los momentos fundantes del llamado "rock nacional", integrada por Pappo (guitarra), Osvaldo "Bocón" Frascino (bajo), Horacio "Droppy" Gianello (batería) y Tito La Rosa (guitarra y voz). En una segunda formación fue integrada por Frascino (guitarra), Black Amaya (batería), Ricardo Jelicie (bajo) y Tito La Rosa (guitarra y voz).
Con sus dos formaciones iniciales existió hasta comienzos de la década de 1970, participando en varios recitales importantes en el Teatro Coliseo, en el Luna Park y en el festival B.A. Rock I. Luego sus miembros pasaron a integrar las principales bandas de rock argentinas: Los Gatos y Pappo's Blues (Pappo y Amaya), Billy Bond y La Pesada del Rock and Roll (Amaya), Pescado Rabioso (Frascino y Amaya), Arco Iris (Gianello).
En 1995, Bocón Frascino, uno de sus fundadores, reorganizó la banda, persistiendo hasta 2020 con diversas formaciones y lanzando cuatro álbumes, Tu hostilidad en 1998 , Conservando la especie en 2007 , Darwin en 2010 y Mito en 2014.
La última formación de Engranaje estuvo compuesta por Osvaldo Bocon Frascino guitarra y voz, Daniel Molinari batería y Adrian Domanski bajo y coros.
Sus discos Mito y Darwin, fueron grabados en el año 2010 y 2014 en el ALOE Estudio de Hurlingham de Federico Gil Sola, quien participa en la batería del tema «Solitario» en Darwin. 
El técnico de grabación fue Gabriel Martínez. La modalidad que adoptó la banda a la hora de grabar demuestra el convencimiento de sus integrantes de mantener la misma crudeza de las grabaciones de rock de los años 70, también reflejado en sus shows en vivo, todos los temas han sido grabados en vivo, tocando todos en el mismo momento, solo se agregan las voces y los arreglos. Excelente trabajo de los músicos y el técnico que refleja la crudeza del trío. El arte de tapa es producto de Rocambole, artista detrás de las portadas de todos los álbumes de Patrico Rey y sus Redonditos de Ricota. 
En 2014, sacaron su último material de estudio, Mito. 
El 2 de julio de 2020, falleció Bocon Frascino, fundador de la banda, a causa de una insuficiencia hepática.
Luego de 4 años de silencio y quietud, Adrián Domanski y Daniel Molinari se vuelven a juntar para aceitar los engranajes de la gran obra de Bocón, y así hacer funcionar nuevamente esa maquinaria que muchos llevamos en el corazón y es pilar de la historia del rock argentino. 
El domingo 3 de noviembre de 2024, en un bar de la Ciudad de Buenos Aires, el espíritu de Osvaldo Frascino se sintió entre la gente cuando Engranaje volvió subirse a los escenarios junto a Federico Villalonga, quien fue invitado a ser el encargado de continuar con el maravilloso legado de Bocón. 

## Integrantes
- Formación original: Pappo (guitarra), Bocón Frascino (bajo), Horacio "Droppy" Gianello (batería) y Tito La Rosa (guitarra y voz).
- Segunda formación: Frascino (guitarra), Black Amaya (batería), Ricardo Jelicie (bajo) y La Rosa (guitarra y voz).
- Tercera formación: Frascino (guitarra), Daniel Molinari (batería), Marcelo Roascio (guitarra), Sergio D'Ambrosio (teclados) y Jorge Somoza (bajo y voz).
- Cuarta formación: Frascino (guitarra), Cacho Dárias (batería), Pancho (bajo).
- Quinta formación (2005): Frascino (guitarra), Alejandro Amaro (bajo y voz) y Charlie Méndez (batería).
- Sexta formación (2006): Frascino (guitarra), Dag (bajo), Molinari (batería) y Eduardo Frezza (voz).
- Séptima formación (2008): Frascino (guitarra), Molinari (batería) y Adrián Domanski (bajo).

## Discografía
- Tu hostilidad (1998)
- Conservando la especie (2007)
- Darwin (2010)
- Mito  (2014)